# Svartbukig gråfågel
Svartbukig gråfågel (Edolisoma montanum) är en fågel i familjen gråfåglar inom ordningen tättingar.

## Utseende och läte
Svartbukig gråfågel är en medelstor skiffergrå fågel med svarta vingar och svart stjärt. Hanen har svart ögonmask medan honan har helsvart undersida. Honan är distinkt, hanen liknar både sahulgråfågel, svartskuldrad gråfågel och sothuvad gråfågel men har mer svart i vingen. Sången utförs i duett. Först avger hanen ett nedåtböjd och nasalt"“wiiiuuuuuu!" varefter honan ansluter med tre till fyra raspiga toner, "rak-rak-rak!"

## Utbredning och systematik
Svartbukig gråfågel delas in i två underarter:
- E. m. montanum – förekommer i bergsskogar på Nya Guinea
- E. m. bicinia – förekommer i bergsskogar i Sepikregionen på Nya Guinea

Tidigare inkluderades släktet i Coracina, men genetiska studier visar att Coracina i vidare bemärkelse är parafyletiskt i förhållande till Lalage och Campephaga.

## Status och hot
Arten har ett stort utbredningsområde, men tros minska i antal, dock inte tillräckligt kraftigt för att den ska betraktas som hotad. Internationella naturvårdsunionen IUCN listar arten som livskraftig (LC).